# Pseudoxenodon
Pseudoxenodon – rodzaj węży z podrodziny Pseudoxenodontinae w rodzinie połozowatych (Colubridae).

## Zasięg występowania
Rodzaj obejmuje gatunki występujące w Azji (Chiny, Tajwan, Indie, Bhutan, Nepal, Mjanma, Laos, Malezja, Tajlandia, Wietnam i Indonezja).  

## Systematyka

### Etymologia
Pseudoxenodon: gr. ψευδος pseudos „fałszywy”; rodzaj Xenodon F. Boie, 1826.

### Podział systematyczny
Do rodzaju należą następujące gatunki:
- Pseudoxenodon bambusicola T. Vogt, 1922
- Pseudoxenodon baramensis (M.A. Smith, 1921)
- Pseudoxenodon inornatus (F. Boie, 1827)
- Pseudoxenodon karlschmidti Pope, 1928
- Pseudoxenodon macrops (Blyth, 1855)
- Pseudoxenodon stejnegeri Barbour, 1908